# Trans Tirreno Express
La Trans Tirreno Express fu una compagnia di navigazione italiana, costituita il 31 gennaio 1969 a Cagliari e attiva principalmente nei collegamenti per la Sardegna. Faceva parte del Gruppo Magliveras, importante compagnia armatoriale facente capo a Spiro Magliveras.

## Storia

Espresso Cagliari in livrea Trans Tirreno Express.

La Trans Tirreno Express fu costituita a Cagliari il 31 gennaio 1969 da Spiro Magliveras (esponente di un'importante famiglia armatoriale), che ne divenne presidente del consiglio di amministrazione, e da altri tre soci. Al termine dell'anno seguente la compagnia ordinò due navi ro-ro passeggeri al cantiere navale Luigi Orlando di Livorno, che aveva già costruito, negli anni precedenti, cinque navi ro-ro merci per un'altra società appartenente al Gruppo Magliveras, la Traghetti del Mediterraneo. Le unità, battezzate Espresso Livorno ed Espresso Cagliari, entrarono in servizio rispettivamente il 30 luglio 1973 e il 30 aprile 1974, venendo destinate alla linea Livorno - Olbia. Entrambe le navi avevano una buona capacità di carico, potendo ospitare fino a 34 semirimorchi e 180 automobili.
La Espresso Cagliari rimase in servizio per la compagnia per appena un mese, venendo in seguito noleggiata all'Adriatica di Navigazione; sempre l'Adriatica noleggiò, due anni più tardi, anche la Espresso Livorno. Per continuare il servizio verso la Sardegna fu acquistato in Nord Europa il traghetto Tor Anglia, costruito nel 1966, che fu ribattezzato Espresso Olbia e messo in servizio nell'estate 1976 sulla linea Livorno - Olbia. Sempre nel 1976 fu acquistato anche un altro traghetto, l'Avenir, che fu rinominato Espresso Corinto e impiegato per aprire un nuovo collegamento tra Brindisi e Corinto. Questo servizio non ebbe successo e la nave negli anni seguenti fu noleggiata ad altri armatori. Nel 1977 la Trans Tirreno Express acquistò dalla Trasporti Marittimi Combinati di Genova i ro-ro passeggeri Canguro Azzurro e Canguro Rosso, già appartenuti in precedenza alle Linee Canguro. I due traghetti furono ribattezzati Espresso Azzurro ed Espresso Rosso e sottoposti a lavori di ristrutturazione, in seguito ai quali entrarono in servizio, a novembre, sulla linea Livorno - Olbia. 
A partire dalla primavera 1978 l'Espresso Olbia fu ceduta stabilmente a noleggio, prima in Adriatico e poi in Nord Europa, mentre l'Espresso Corinto fu impiegato per crociere estive con scali a Venezia e nel Mediterraneo Orientale. Espresso Rosso ed Espresso Azzurro continuarono nei collegamenti per la Sardegna fino al 1981, quando le difficoltà economiche del gruppo Magliveras portarono la Trans Tirreno Express a cessare le proprie attività. Le navi della compagnia passarono sotto il controllo della ricostituita Nuova Trans Tirreno Express Srl, operante il marchio Sardinia Ferries.

## Flotta
| Nome              | Immagine | Costruzione | Cantiere                               | Stazza lorda (tsl) | Passeggeri | Capacità di carico               | Velocità (nodi) | Anni di servizio | Note                                     |
| ----------------- | -------- | ----------- | -------------------------------------- | ------------------ | ---------- | -------------------------------- | --------------- | ---------------- | ---------------------------------------- |
| Espresso Livorno  |          | 1973        | Cantiere navale Luigi Orlando          | 4 689              | 830        | 34 semirimorchi, 180 automobili  | 21              | 1973 - 1976      | noleggiata all'Adriatica dal maggio 1976 |
| Espresso Cagliari |          | 1974        | Cantiere navale Luigi Orlando          | 4 690              | 830        | 34 semirimorchi, 180 automobili  | 21              | 1974 - 1976      | noleggiata all'Adriatica dal 1974        |
| Espresso Olbia    |          | 1966        | Lübecker Flender-Werke                 | 7 322              | 1600       | 400 automobili                   | 23,5            | 1976 - 1981      | noleggiata dal 1978                      |
| Espresso Corinto  |          | 1967        | Forges et Chantiers de la Mediterranee | 6 720              | 940        | 130 automobili                   | 21              | 1976 - 1981      |                                          |
| Espresso Azzurro  |          | 1965        | Navalmeccanica Castellammare di Stabia | 5 299              | 798        | 104 automobili e 41 semirimorchi |                 | 1977 - 1981      |                                          |
| Espresso Rosso    |          | 1965        | Navalmeccanica Castellammare di Stabia | 5 299              | 798        | 104 automobili e 41 semirimorchi |                 | 1977 - 1981      |                                          |